# Rab Géza
Rab Géza (Arad, 1903. június 8. – Budapest, 1979. április 17.) költő, újságíró.

## Életútja
1926-ig Aradon élt, ahol három verskötete jelent meg. A katonai szolgálat elől szökött Magyarországra. Szegeden több lap (Szegedi Napló, Szegedi Újság, Hétfői Rendkívüli Újság) munkatársa. 1933-45 között Budapesten, 1945-46-ban Szegeden élt, majd haláláig újra Budapesten dolgozott, üzemi lapok szerkesztőjeként.

## Művei
Verskötetei: 
- Vágyhimnuszok (Arad 1923)
- Piros Minaret (Arad 1923)
- Ének az éj kincséről (Arad 1924)
- Hitelbe járt halálos táncok (Szeged 1927)
- Keresztúton (Szeged  1928)
- Meglakom én kunyhóban is (Szeged  1932)
- Szaladj csak (Szeged  1933)
- R. G. rigmusos álmoskönyve (Szeged  1945)